# 下浦街道
下浦街道，是中华人民共和国江西省宜春市袁州区下辖的一个乡镇级行政单位。

## 行政区划
下浦街道下辖以下地区：
下浦社区、徐田社区、厚田社区、墈上社区、东升社区、金桥社区和园艺场社区。